# Испанцы в Австралии

Процент австралийцев испанского происхождения в процентах от общего числа людей по результатам переписи населения Австралии 2011 года.

Австралийцы испанского происхождения относятся к гражданам Австралии и жителям испанского происхождения или людям, которые родились в Испании и эмигрировали в Австралию. Испанская иммиграция в Австралию началась в 1880-х годах и продолжается по сей день. Испанцам удалось приплыть в далекую страну на юге планеты в рамках политики репопуляции в этой стране, а также из-за вооруженных конфликтов, происходивших в Испании.

## Характеристика
Около 123 000 австралийцев полного или частичного испанского происхождения, большинство из которых проживает в крупных городах Сидней и Мельбурн, с меньшим, но быстро растущим числом в Брисбене (где насчитывается более 15 000 человек) и Перте. Из них, согласно переписи населения Австралии 2006 года, 12 276 человек родились в Испании. Национальный институт статистики Испании сообщает о 17 679 испанских иммигрантах в Австралии в 2013 году, из которых 8 959 мужчин и 8 720 женщин.  В 2012 г. было зарегистрировано 16 977 иммигрантов, что составляет 4,14% разницы между 2012 и 2013 гг.
Испанский экономический кризис 2008–2014 годов заставил некоторых испанцев переехать в Австралию в поисках работы, несмотря на то, что они знают или не знают английский язык. Байрон-Бей в Новом Южном Уэльсе в последнее время стал излюбленным местом для испанцев из-за местного образа жизни и потому, что местная школа приветствует иностранных учеников.

Процент людей испанского происхождения в Сиднее и его окрестностях по данным переписи 2011 года.

В 2014 году, после 14 лет переговоров, правительство Австралии объявило о создании визы «Working Holiday» для испанцев в возрасте от 18 до 31 года, которая позволит им оставаться в Австралии, легально работать в течение одного года и путешествовать. Она стала доступна в начале 2015 года. Первоначально было выдано 500 виз. По оценкам посольства Австралии в Испании, около 5000 молодых испанцев временно работают в Австралии.
Специальная виза возникла потому, что у большинства молодых испанских эмигрантов есть проблемы с выходом на рынок труда Австралии, в то время как у иммигрантов из других стран этих трудностей нет. Требования для получения визы: знание английского языка, наличие сбережений и два года обучения. До момента появления новой визы испанцы пользовались студенческой визой, которая позволяла им работать двадцать часов в неделю и заставляла учиться еще двадцать.  По данным компании Go Study Australia, которая консультирует и помогает молодым испанцам, в 2014 году количество студентов заметно увеличилось.

## В штате Виктория
Хотя испанские мореплаватели начали исследовать южную часть Тихого океана в XVI веке, испанские иммигранты начали прибывать в штат Виктория только во время золотой лихорадки 1850-х годов. Первый испанский ресторан был открыт в Мельбурне в 1860 году. К 1871 году в Виктории проживало 135 испанцев, 80% из которых мужчины. В течение следующих двух десятилетий количество испанских женщин, прибывающих в Викторию, утроилось.
Несмотря на военный переворот в Испании в 1923 году и гражданскую войну в Испании 1936–1939 годов, несколько испанских беженцев поселились в Виктории. Законы об иммиграции, принятые в 1920-х годах, ограничивали въезд испанцев и других южных европейцев. К 1947 году население Виктории, родившееся в Испании, составляло всего 252 человека.
Испанская иммиграция резко увеличилась с конца 1950-х годов после подписания испано-австралийского миграционного соглашения 1958 года. Соглашение предусматривало помощь в проезде испанским мигрантам, многим из которых удалось избежать нищеты и голода. Сообщество в Виктории увеличилось с 374 человек в 1954 году до 3143 человек в 1966 году.
В течение следующих десятилетий экономические улучшения в Испании совпали с замедлением испанской иммиграции в Австралию. Община выходцев из Испании в Виктории сегодня сократилось с 4067 человек в 1986 году до 3523 человек в 2016 году.
Сообщество выходцев из Испании в Виктории также стареет: 45% его населения составляют люди в возрасте от 50 до 75 лет. Живя преимущественно в районе Джелонга, большинство из них работают квалифицированными рабочими и торговцами.
Сообщество поддерживается рядом групп и организаций, в том числе Испанским центром благосостояния (CELAS), которые предоставляют консультации, программы развития сообщества и образовательные программы. Испанская культура в Виктории поддерживается с помощью SBS и общественных радио- и телевизионных программ, а также таких публикаций, как The Spanish Herald.